# 100 minuta slave
100 minuta slave é um filme de drama produzido na Croácia e lançado em 2004.